# 羽場博行
羽場 博行（はば ひろゆき、1957年 -）は、日本の小説家・推理作家。愛知県生まれ。工学院大学建築科卒業。
建設会社勤務の後、フリーの建築家となり、傍ら執筆活動をする。1992年、『レプリカ テーマパークの殺人』で第12回横溝正史賞（現・横溝正史ミステリ大賞）大賞を受賞しデビュー。

## 作品リスト

### 単行本
- レプリカ テーマパークの殺人（1992年5月 角川書店）
- 朝もやの中に街が消える（1993年5月 角川書店）
- 仮想現実の殺人（1994年12月 講談社ノベルス）
- 崩壊曲線（1995年3月 新潮社）
- 崩壊山脈（1996年3月 祥伝社ノン・ノベル）
- デストラクション 空中破壊者（1996年7月 光文社カッパ・ノベルス）
- 大空港炎上（1997年4月 祥伝社ノン・ノベル）
- 海底の楼閣　東京湾アクアライン壊滅（1998年5月 祥伝社ノン・ノベル）
- 闇に潜む凶器（1999年9月 廣済堂ブルーブックス）

### アンソロジー
「」内が羽場博行の作品
- 密室殺人事件（1994年12月 角川文庫）「虚像の殺意」
- 金田一耕助の新たな挑戦（1996年2月 カドカワノベルズ / 1997年9月 角川文庫）「私が暴いた殺人」